# Serbofilia

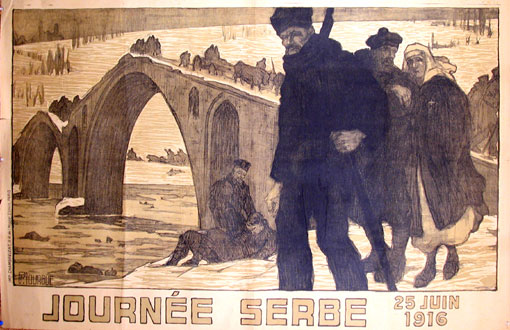
Afiche proserbio de la 1^{ra}guerra mundial.

La serbofilia es la ideología y/o noción de afecto y/o favorabilidad hacia la historia, cultura, lengua, literatura, y al gobierno, o en sumas al pueblo de Serbia.[cita requerida] Históricamente, la serbofilia ha sido asociada con aquellos que han apoyado de alguna forma al Imperio serbio y su historia, o a la monarquía de Serbia.[cita requerida]
El movimiento opuesto a la serbofília es la serbofobia, el sentimiento de rechazo u odio con una fuerte connotación negativa o el profundo disgusto por el gobierno, la cultura, el acervo histórico, o por el pueblo de Serbia.

## Serbófilos reconocidos
- Tom Hanks - actor estadounidense.
- Johann Wolfgang von Goethe - escritor, poeta, científico, artista y político alemán.[1]
- Jacob Grimm - filólogo alemán, jurista y mitologista.
- Archibald Reiss - publicista, químico, científico forense de nacionalidad suiza, es profesor en la Universidad de Lausana.[2]
- Rebecca West - Actriz, periodista, crítica literaria y viajera cronista.[cita requerida]
- Max Cavalera - Músico brasileño, vocalista y guitarrista de bandas como Sepultura, Nailbomb, Soulfly y de Cavalera Conspiracy[3]
- Flora Sandes - Voluntaria británica en la Primera Guerra Mundial.
- Chris Webber - Exjugador de baloncesto de la NBA en el equipo de los Sacramento Kings.
- Robert De Niro - Actor y director estadounidense.
- Johnny Depp - Actor estadounidense.
- Peter Handke - Novelista y dramaturgo austríaco.
- J. R. R. Tolkien - Autor de la trilogía de El Hobbit y El Señor de los Anillos.
- Orson Welles - Actor, director, escritor y productor estadounidense.
- Vincent Price - Actor estadounidense.
- Charles Cather - Periodista y cronista de viajes estadounidense.
- Vladímir Putin - Presidente de Rusia
- Juan Manuel de Prada, escritor español

## Galería

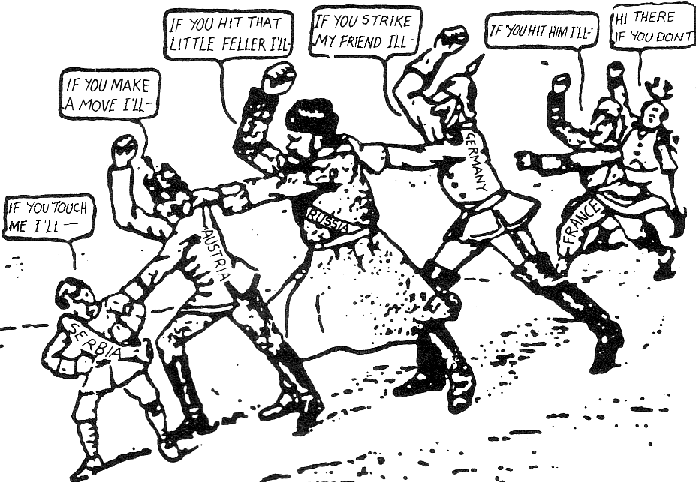
"La cadena de la Amistad", una tira cómica publicada en el periódico estadounidense Brooklyn Eagle, en julio de 1914.
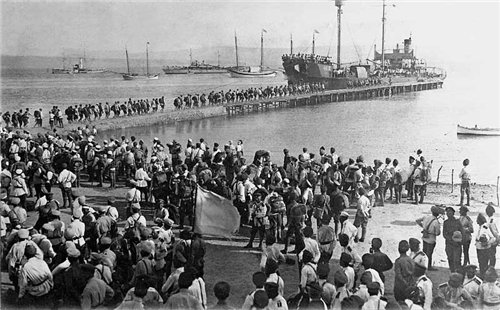
Partida de los emigrantes serbios de Serbia.
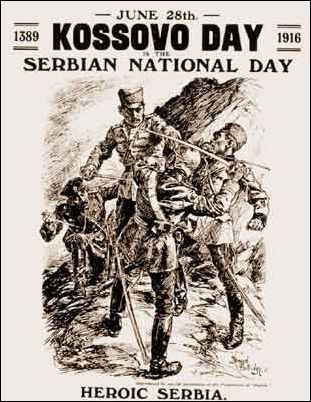
Archivo que conmemora la valentía serbia, haciendo alusión a la histórica Batalla de Kosovo de la Primera Guerra Mundial.
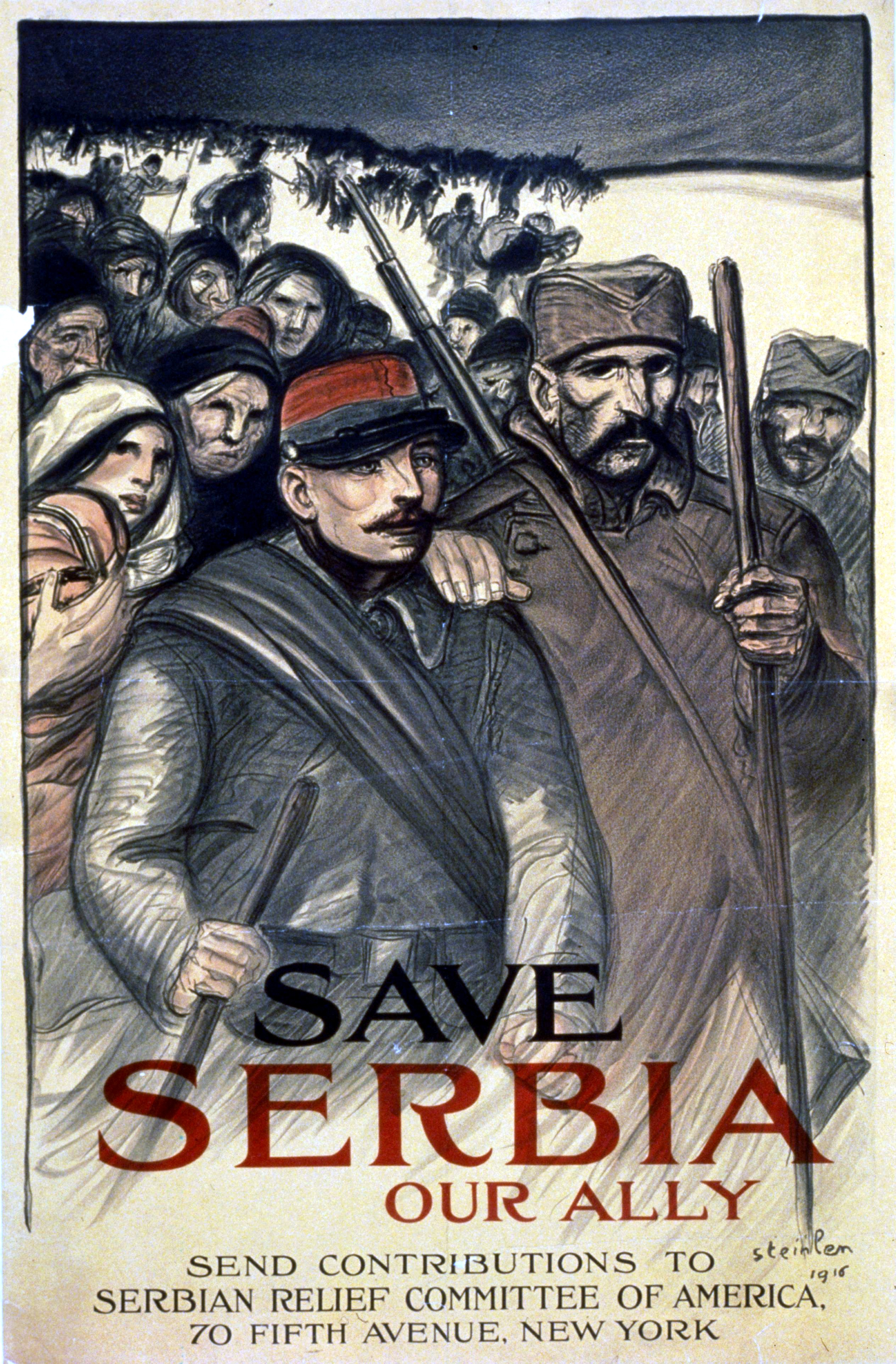
Afiche pro-serbio de Estados Unidos, invitando a contribuir con la causa Serbia en la gran guerra con Serbia.